# Vanguard Unionist Progressive Party
Vanguard (més correctament en anglès Vanguard Unionist Progressive Party) fou un partit polític d'Irlanda del Nord, d'ideologia unionista, que va existir entre 1973 i 1978 i que actuà com a paraigua de diversos grups paramilitars. Té el seu origen en l'Ulster Vanguard, ala radical del Partit Unionista de l'Ulster oposada a les reformes de Brian Faulkner, creada el 9 de febrer del 1972 com a grup de pressió per William Craig (ministre d'afers interns al Stormont), el rev. Martin Smyth i el capità Austin Ardyll, diputat per Carrick. El 13 de febrer de 1972 va celebrar el primer míting a Lisburn amb pronunciaments incendiaris.
Després de la suspensió de poders del Stormont, també es va oposar als acords de Sunningdale a qualsevol classe de col·laboració ni compartir el poder amb partits catòlics. L'acord va provocar que Vanguard es constituís en partit polític.
Tot i dir-se progressista, és considerat partit d'extrema dreta, ja que tenien la seva pròpia milícia, Vanguard Service Corps, que actuava com a guàrdia d'honor i tropa d'assalt, i adoptaren el costum de portar bandes, influïts per Oswald Mosley. El diputat William McConnell els acusà de neonazis. Era oposat al govern directe des de Londres per antidemocràtic i antibritànic, i proposà una Gran Bretanya federal, demanà l'extermini físic de l'IRA provisional, abolir les reformes de Brian Faulkner i Terence O'Neill i si no se'n sortien, la independència de l'Ulster, però durant el referèndum de 1975 va fer campanya per mantenir el Regne Unit dins la CEE.
Va tenir una forta activitat extraparlamentària. Convocà una manifestació de 60.000 persones el 18 de maig de 1972 a Ormeau Park (Belfast) i una vaga general contra el direct rule, amb barricades i control efectiu a Portadown. El 3 de juny de 1972 organitzà una marxa a les zones catòliques de Derry que degenerà en enfrontaments violents al Pont de Craigavon.
Fou un dels organitzadors de la vaga general de febrer de 1973 amb la Loyalist Association of Workers, i formà part delComitè de Vaga de Treballadors de l'Ulster, en el que Craig fou membre destacat. També va fer crides a no pagar impostos que foren criticades pel partit de d'Ian Paisley. A les eleccions generals d'Irlanda del Nord de 1973 va obtenir 14 diputats al Stormont.
El 1973 tenia 13 consellers locals i però en 1977 en va treure 5 i 13 la seva escissió del Partit Unionista Unit de l'Ulster (Carrickfergus, Castlereagh, Cookstown, Larne, Ards, North Down). Durant el 1973-1975 va derrotar el Partit Democràtic Unionista en diverses eleccions, però no va aconseguir desplaçar-lo com a segona força de l'unionisme. Durant la Convenció Constitucional de 1975 Craig va proposar la devolució de poders mitjançant un acord amb el SDLP, cosa que provocà que David Trimble i Glenn Barr s'escindissin en el PUUU. Endemés, quan la vaga general de 1977 va tenir un paper menor i fins i tot crità la seva convocatòria, com PUU i l'Orde D'Orange. El febrer de 1978 Craig tornà al Partit Unionista de l'Ulster amb Vanguard com a grup de pressió intern. El 1982, després de perdre el seu escó a Westminster, va reviure Vanguard per a presentar-se per East Belfast, però no fou escollit.

## Resultats electorals
| Maig 1973    | Eleccions locals                            | 13,305 | 1.6  | 8-10 | 524 |
| Juny 1973    | Stormont                                    | 75,709 | 11.5 | 7    | 78  |
| Febrer 1974  | Westminster                                 | 75,944 | 10.6 | 3    | 12  |
| Octubre 1974 | Westminster                                 | 92,622 | 13.1 | 3    | 12  |
| Juny 1975    | Convenció Constitucional d'Irlanda del Nord | 83,507 | 12.7 | 14   | 78  |
| Maig 1977    | Eleccions locals                            | 8,135  | 1.5  | 5    | 524 |

Font: